# Andreas Reiterer
Pour les articles homonymes, voir Reiterer.
Andreas Reiterer, né le 10 novembre 1992 à Avelengo, est un traileur italien. Il a remporté deux médailles individuelles sur l'épreuve de trail long aux championnats du monde de course en montagne et trail et est quadruple champion d'Italie de trail long.

## Biographie
Andreas Reiterer fait ses débuts en compétition en ski alpin. Deux déchirures des ligaments croisés mettent cependant fin à sa carrière. Il s'essaie à d'autres sports, notamment au cyclisme puis au trail où il se découvre un talent,.
Le 30 juillet 2016, il prend le départ de la première édition du Südtirol Sky Marathon sur un rythme élevé. Seul son compatriote Ivan Paulmichl parvient à le suivre dans un premier temps avant de lever le pied. Andreas Reiterer s'impose aisément en 4 h 1 min 42 s avec plus de vingt minutes d'avance sur Ivan Paulmichl.
Le 29 juin 2019, il s'élance en tête du Brixen Dolomiten Marathon. Il lutte au coude-à-coude face à Matteo Lucchese et finit par faire la différence en fin de course pour s'imposer avec une minute d'avance.
Le 17 octobre 2020, il prend part aux championnats d'Italie de trail long courus dans le cadre de l'Ultra Trail Lago d'Orta sur un parcours modifié en raison des récentes pluies. Il part dans le groupe de tête puis lance son attaque en début de course pour mener seul en tête. Il s'impose facilement malgré la remontée de Riccardo Montani en fin de course et remporte son premier titre national.
Le 15 mai 2021, il défend avec succès son titre en battant le record du parcours du trail du Porte di Pietra en 6 h 42 min 44 s. En fin d'année, il prend pour la deuxième fois le départ de l'Ultra-trail Cape Town. Il prend un bon départ, courant en tête aux côtés de Jim Walmsley et Sébastien Spehler. À mi-parcours, Jim Walmsley se détache seul en tête laissant l'Italien et le Français se départager les deux autres marches du podium. Andreas Reiterer termine finalement troisième en 10 h 41 min 21 s, vingt minutes derrière Sébastien Spehler.
Le 16 juillet 2022, il forme un groupe de tête avec Davide Cheraz et Georg Piazza sur le Sellaronda Ultra Trail. Il fait la différence dans la montée du Porta Vescovo puis termine seul en tête pour remporter la victoire. Le 26 août, il s'élance sur la CCC. Il laisse le Suédois Petter Engdahl et le Britannique Jonathan Albon se battre pour la tête de course. Il assure sa troisième place sur le podium en 10 h 23 min 16 s. Le 4 novembre, il prend part à l'épreuve de trail aux championnats du monde de course en montagne et trail à Chiang Mai. Il se retrouve rapidement aux avant-postes aux côtés de l'Américain Adam Peterman. Mais alors que ce dernier se détache seul en tête pour remporter le titre, Andreas Reiterer doit faire face à l'attaque du Français Nicolas Martin qui parvient à le doubler pour aller décrocher l'argent. Andreas Reiterer assure alors la médaille de bronze.
Le 26 mars 2023, il décroche son quatrième titre de champion d'Italie de trail long à Loano en battant à nouveau Davide Cheraz. Le 9 juin, il s'élance comme grand favori sur l'épreuve de trail long aux championnats du monde de course en montagne et trail à Innsbruck. Prenant un départ prudent, il revient rapidement aux avant-postes et s'empare des commandes avant la mi-course. Il creuse alors l'écart en tête mais voit revenir sur lui le Français Benjamin Roubiol. Ce dernier parvient à accélérer au kilomètre 70 pour passer en tête et s'envoler vers la victoire. Andreas Reiterer assure la médaille d'argent. Il remporte de plus la médaille de bronze au classement par équipes.

## Palmarès
| no  | masculin           | Course                                   | Longueur | Départ           | Temps            |
| --- | ------------------ | ---------------------------------------- | -------- | ---------------- | ---------------- |
| 3e  | Médaille de bronze | Südtirol Skyrace                         | 66 km    | 25 juillet 2015  | 7 h 16 min 7 s   |
| 2e  | Médaille d'argent  | Brixen Dolomiten Marathon                | 42,2 km  | 26 juin 2016     | 3 h 43 min 44 s  |
| 1re | Médaille d'or      | Südtirol Sky Marathon                    | 44 km    | 30 juillet 2016  | 4 h 1 min 42 s   |
| 1re | Médaille d'or      | Maddalene Sky Marathon                   | 42 km    | 21 août 2016     | 4 h 31 min 46 s  |
| 1re | Médaille d'or      | Brixen Dolomiten Marathon                | 42,2 km  | 29 juin 2019     | 3 h 38 min 44 s  |
| 2e  | Médaille d'argent  | Mayrhofen Zillertal Ultraks Long         | 54 km    | 20 juin 2020     | 5 h 7 min 59 s   |
| 1re | Médaille d'or      | Championnats d'Italie de trail long      | 56 km    | 17 octobre 2020  | 5 h 21 min 9 s   |
| 1re | Médaille d'or      | Grossglockner Trail                      | 57 km    | 31 juillet 2021  | 5 h 22 min 57 s  |
| 1re | Médaille d'or      | Championnats d'Italie de trail long      | 72 km    | 15 mai 2021      | 6 h 42 min 44 s  |
| 1re | Médaille d'or      | Ultra Trail Lago d'Orta                  | 55 km    | 16 octobre 2021  | 4 h 57 min 58 s  |
| 3e  | Médaille de bronze | Ultra-trail Cape Town                    | 100 km   | 27 novembre 2021 | 10 h 41 min 21 s |
| 1re | Médaille d'or      | Championnats d'Italie de trail long      | 62 km    | 14 mai 2022      | 6 h 5 min 7 s    |
| 1re | Médaille d'or      | Sellaronda Ultra Trail                   | 60 km    | 16 juillet 2022  | 6 h 18 min 26 s  |
| 2e  | Médaille d'argent  | Grossglockner Trail                      | 57 km    | 30 juillet 2022  | 5 h 38 min 22 s  |
| 3e  | Médaille de bronze | CCC                                      | 100 km   | 26 août 2022     | 10 h 23 min 16 s |
| 3e  | Médaille de bronze | Championnats du monde de trail - Long    | 78 km    | 5 novembre 2022  | 7 h 36 min 50 s  |
| 1re | Médaille d'or      | Championnats d'Italie de trail long      | 60 km    | 26 mars 2023     | 5 h 56 min 46 s  |
| 3e  | Médaille de bronze | Transvulcania                            | 72 km    | 6 mai 2023       | 7 h 17 min 26 s  |
| 2e  | Médaille d'argent  | Championnats du monde de trail - Long    | 85,8 km  | 9 juin 2023      | 10 h 0 min 46 s  |
| 3e  | Médaille de bronze | Eiger Ultra Trail - E51                  | 51 km    | 15 juillet 2023  | 5 h 8 min 25 s   |
| 1re | Médaille d'or      | Ultra Trail Chianti Castles              | 103 km   | 23 mars 2024     | 8 h 40 min 33 s  |
| 1re | Médaille d'or      | Innsbruck Alpine Trailrun Festival - K65 | 67,7 km  | 4 mai 2024       | 4 h 57 min 55 s  |
| 1re | Médaille d'or      | Eiger Ultra Trail                        | 101 km   | 20 juillet 2024  | 11 h 5 min 32 s  |
| 2e  | Médaille d'argent  | Transvulcania                            | 73 km    | 10 mai 2025      | 6 h 58 min 27 s  |
| 3e  | Médaille de bronze | Lavaredo Ultra Trail                     | 120 km   | 27 juin 2025     | 12 h 5 min 24 s  |